# 安东尼奥·弗洛雷斯·希洪
安东尼奥·弗洛雷斯·希洪（西班牙語：Antonio Flores Jijón，1833年10月23日—1915年8月30日）是厄瓜多尔总统（1888年8月-1892年6月），他是天主教自由黨进步党的一名成员。
他是胡安·何塞·弗洛雷斯将军之子，在加布里埃尔·加西亚·莫雷诺总统政府中曾任驻巴黎、伦敦和华盛顿的大使。1888年當選總統，1892年卸任後移居歐洲，1915年於瑞士日內瓦去世。